# 列島警察捜査網 THE追跡
『列島警察捜査網 THE追跡』（れっとうけいさつそうさもう ザ・ついせき）とはテレビ朝日系列で不定期にて放送されているドキュメンタリー情報特別番組である。
いわゆる「警察24時」もの。

## 概要
以前は、1990年代から2000年代まで放送だった『激録!列島縦断警察24時』と正月特番だった『激録!交通警察24時』の2番組を統合し、日本全国縦断の各警察署で行われる、パトロール、捜査、交通警察などを追跡する密着ドキュメントである。取材の主役となる警察官は「追跡者」と称されている。
番組の特徴として、女性の下着を盗む窃盗犯に「怪盗ランジェリー」や、置き引きを行った教師に「置き引き先生」等のニックネームを名付けたり、犯行時の再現CGをゲームや映画のように表現するなど、その内容の濃さから放送される度にSNS等で話題となっている。

## ナレーター
- 平野義和
- 杉本るみ
- 槇大輔（第17回[注釈 1]、第48回 - ）

過去
- 小林清志（第1回 - 第47回）
  - 「激録!列島縦断警察24時」から続投。
  - 2022年7月30日に死去。翌月放送の第48回では、番組終盤に生前のナレーションを流し追悼のメッセージが表示された。

## 放送リスト
※時刻はすべてJSTで記載する。
| 放送回 | 放送日時                     | タイトル                                              | 備考       |
| ------ | ---------------------------- | ----------------------------------------------------- | ---------- |
| 第01回 | 2011年01月08日18:58 - 20:51  | 列島警察捜査網2011冬 THE追跡                          |            |
| 第02回 | 2011年08月20日19:00 - 20:51  | 列島警察捜査網2011夏 THE追跡                          |            |
| 第03回 | 2012年01月05日19:00 - 21:48  | 列島警察捜査網2012冬 THE追跡                          |            |
| 第04回 | 2012年03月31日18:30 - 20:51  | 列島警察捜査網2012春 THE追跡                          |            |
| 第05回 | 2012年08月25日18:30 - 20:54  | 列島警察捜査網2012夏 THE追跡                          |            |
| 第06回 | 2012年10月04日19:00 - 21:48  | 列島警察捜査網2012秋 THE追跡                          |            |
| 第07回 | 2013年01月04日19:00 - 23:10  | 列島警察捜査網 THE追跡2013冬 4時間スペシャル          |            |
| 第08回 | 2013年03月28日19:00 - 21:48  | 列島警察捜査網2013春 THE追跡                          |            |
| 第09回 | 2013年08月24日18:30 - 20:54  | 列島警察捜査網2013夏 THE追跡                          |            |
| 第10回 | 2013年09月19日19:00 - 21:48  | 列島警察捜査網2013秋 THE追跡                          | [ 注釈 3 ] |
| 第11回 | 2013年12月10日19:00 - 21:48  | 列島警察捜査網 THE追跡 2013冬の事件簿                 | [ 注釈 3 ] |
| 第12回 | 2014年01月04日18:30 - 20:54  | 列島警察捜査網 THE追跡 2014厳冬の事件簿               |            |
| 第13回 | 2014年03月20日19:00 - 21:54  | 列島警察捜査網 THE追跡 2014春の事件簿 3時間スペシャル | [ 注釈 5 ] |
| 第14回 | 2014年08月30日18:56 - 20:54  | 列島警察捜査網 THE追跡 2014夏の事件簿                 |            |
| 第15回 | 2014年10月02日19:00 - 21:48  | 列島警察捜査網 THE追跡 2014秋の事件簿                 |            |
| 第16回 | 2015年01月07日19:00 - 21:48  | 列島警察捜査網 THE追跡 2015冬の事件簿                 |            |
| 第17回 | 2015年03月25日19:00 - 21:48  | 列島警察捜査網 THE追跡 2015春の事件簿                 |            |
| 第18回 | 2015年07月13日19:00 - 21:48  | 世界警察捜査網 THE追跡 2015夏の事件簿                 | [ 注釈 3 ] |
| 第19回 | 2015年10月08日19:00 - 21:48  | 列島警察捜査網 THE追跡 2015秋の事件簿                 | [ 注釈 6 ] |
| 第20回 | 2016年01月08日19:00 - 21:48  | 列島警察捜査網THE追跡 2016冬の事件簿                  |            |
| 第21回 | 2016年03月31日19:00 - 21:48  | 列島警察捜査網THE追跡 2016春の事件簿                  |            |
| 第22回 | 2016年07月07日19:00 - 21:48  | 列島警察捜査網THE追跡 2016夏の事件簿                  |            |
| 第23回 | 2016年08月27日18:56 - 20:54  | 列島警察捜査網THE追跡 2016真夏の事件簿                |            |
| 第24回 | 2016年10月07日19:00 - 21:48  | 列島警察捜査網THE追跡 2016秋の事件簿                  |            |
| 第25回 | 2016年12月26日19:00 - 23:10  | 列島警察捜査網THE追跡 2016冬の事件簿                  | [ 注釈 3 ] |
| 第26回 | 2017年04月01日18:56 - 21:54  | 列島警察捜査網THE追跡 2017春の事件簿                  |            |
| 第27回 | 2017年08月26日18:56 - 21:54  | 列島警察捜査網THE追跡 2017夏の事件簿                  |            |
| 第28回 | 2017年10月15日18:57 - 20:55  | 列島警察捜査網THE追跡 2017秋の事件簿                  |            |
| 第29回 | 2018年01月05日19:00 - 23:20  | 列島警察捜査網THE追跡 2018冬の事件簿                  |            |
| 第30回 | 2018年03月18日19:58 - 23:05  | 列島警察捜査網THE追跡 2018春の事件簿                  |            |
| 第31回 | 2018年06月28日19:00 - 21:48  | 列島警察捜査網THE追跡 2018夏の事件簿                  |            |
| 第32回 | 2018年08月25日18:56 - 23:10  | 列島警察捜査網THE追跡 2018真夏の事件簿                |            |
| 第33回 | 2018年09月27日19:00 - 21:48  | 列島警察捜査網THE追跡 2018秋の事件簿                  | [ 注釈 7 ] |
| 第34回 | 2019年01月4日19:00 - 23:10   | 列島警察捜査網THE追跡 2019冬の事件簿                  |            |
| 第35回 | 2019年03月22日19:00 - 21:48  | 列島警察捜査網THE追跡 2019春の事件簿                  |            |
| 第36回 | 2019年06月20日19:00 - 20:54  | 列島警察捜査網THE追跡 2019夏の事件簿                  |            |
| 第37回 | 2019年08月24日18:56 - 23:10  | 列島警察捜査網THE追跡 2019真夏の事件簿                |            |
| 第38回 | 2019年010月5日18:56 - 21:24  | 列島警察捜査網THE追跡 2019秋の事件簿                  |            |
| 第39回 | 2020年01月10日19:00 - 21:48  | 列島警察捜査網THE追跡 2020冬の事件簿                  |            |
| 第40回 | 2020年03月05日19:00 - 20:54  | 列島警察捜査網THE追跡 2020春の事件簿                  |            |
| 第41回 | 2020年03月30日19:00 - 21:48  | 列島警察捜査網THE追跡 2020春の事件簿                  |            |
| 第42回 | 2020年08月22日18:56 - 21:54  | 列島警察捜査網THE追跡 2020夏の事件簿                  |            |
| 第43回 | 2021年01月08日18:45 - 21:48  | 列島警察捜査網THE追跡 2021冬の事件簿                  | [ 注釈 8 ] |
| 第44回 | 2021年03月27日18:56 - 20:54  | 列島警察捜査網THE追跡 2021春の事件簿                  |            |
| 第45回 | 2021年07月23日18:45 - 21:48  | 列島警察捜査網THE追跡 2021夏の事件簿                  | [ 注釈 8 ] |
| 第46回 | 2022年01月04日19:00 - 21:54  | 列島警察捜査網THE追跡 2022冬の事件簿                  | [ 4 ]      |
| 第47回 | 2022年03月28日19:00 - 21:54  | 列島警察捜査網THE追跡 2022春の事件簿                  |            |
| 第48回 | 2022年08月15日19:00 - 21:48  | 列島警察捜査網THE追跡 2022夏の事件簿                  |            |
| 第49回 | 2022年12月24日18:56 - 20:54  | 列島警察捜査網THE追跡 2022冬の事件簿                  |            |
| 第50回 | 2023年06月15日19:00 - 21:48  | 列島警察捜査網 THE追跡 2023 夏の事件簿                |            |
| 第51回 | 2023年10月12日19:00 - 21:54  | 列島警察捜査網 THE追跡 2023 秋の事件簿                |            |
| 第52回 | 2024年01月11日19:00 - 21:54  | 列島警察捜査網 THE追跡 2024 冬の事件簿                |            |
| 第53回 | 2024年03月25日19:00 - 21:54  | 列島警察捜査網 THE追跡 2024 春の事件簿                |            |
| 第54回 | 2024年011月22日18:50 - 21:54 | 列島警察捜査網 THE追跡 2024 秋の事件簿                |            |

## スタッフ
第53回（2024年3月25日放送分）
- 取材協力：警察庁、都道府県警察各本部
- 監修：大澤孝征（大澤孝征法律事務所）
- 構成：外山信行
- 技術：ジェーピーエヌ（第1,4回-）、アイゼン（第1-5,9回-）、e-naスタジオ
- 音効：中島克
- CG：WILD GOOSE
- EED：荒川雅行
- MA：坪野有馬
- 編成：熊谷和也・長岡大河（以上テレビ朝日）
- 宣伝：西山隆一（テレビ朝日、第9回-、途中）
- デスク：原利加子（テレビ朝日）
- AD：諸石祐馬、富田文子
- AP：大田翔子（テレビ朝日）
- ディレクター：小林稔、東條光行、阿部高、大河内洋平、長沢孝至、中岡孝敬
- チーフディレクター：野木啓二（プラモ合同会社）
- プロデューサー：松本能幸・植岡耕一（以上テレビ朝日、植岡→第53回 - ）、柴山誠一、國玉譲治、川口伸之
- ゼネラルプロデューサー：髙橋正輝（テレビ朝日、以前は編成）
- 制作：テレビ朝日、大河プロダクション

### 過去のスタッフ
- 構成：高柳康文（第1-3回）、渡邉賢史（第5-7回）、根本ノンジ（第7回以降）
- 技術：ヴイ・ビジョンスタジオ（第1-8,13回）、アウンビジョン（第1,7回）、マリポーサ カンパニー（第1-8,14回）、フィックス、沖縄映像センター（第1回）、東洋レコーディング（第1回）、スタッフシルエット（第2回）、インテック（第2,38回）、福岡ビデオバンク、グリップ、スパイラルビジョン、東洋映像舎（第10,22回）、オフィスゾラ、メディアシティ
- CG：平山嘉信（第1回）、グレートインターナショナル（第1-3回）、小野修
- EED：土屋敏臣（第7回）
- MA：林壮樹（第1回）、松尾隆裕（第2,3,9回）、肥沼未雪（第4,5回）、富永憲一（第7,10,13,14回）
- 編成：吉見尚子・森大貴・池田佐和子・西岡佐知子・高橋陣・田中真由子・秋谷祥加・岡村地郎・松尾健司（以上テレビ朝日、吉見→第1回、森→第2-4回、吉村→第13回、池田→第9-13回）
- 宣伝：三本真一・谷俊之・佐々木麻衣（以上テレビ朝日、三本→第8回まで）
- デスク：小林裕美子・由利倫梨子（以上テレビ朝日）
- AD：川村毅雄、加藤信、柴橋浩太、齋藤千明、西塚佳恭、早藤翔太、牧野紗也子、冨田優美、神林茉奈、本荘栄資、川森巧海
- AP：川名佳菜、犬飼真未
- ディレクター：佐藤慶、中川明（第1回）、笠巻隆（第1回）、小笠原義範（第1回）、満尾晋介、原卓也、越後健治、中廣周平、緑川大介、檜垣和孝、福島孝夫、渡部修平、久秋伸雄（久秋は第1,4回-）、深川隆司、大久保哲司、村上健一、小口壮一、小林洋、小野寺崇
- プロデューサー：谷村幸治（テレビ朝日、第1-8回）、寿崎和臣（テレビ朝日、第14回以降、第5回は編成、第9-13回はAP）、濱崎賢一（テレビ朝日、）、吉村周（テレビ朝日、第13回で編成、第51・52回ではプロデューサー）
- ゼネラルプロデューサー：藤井智久（テレビ朝日、第1-13回）、寺田伸也（テレビ朝日、第1回はGP、第9-13回はP、第14-50回は再びGP）